# Нура (станция)
Нура́ (каз. Нұра , до 2002 г. Нури́нская) — железнодорожная станция, расположенная на двухпутном электрифицированном участке Астана — Караганда Казахстанских железных дорог. Является грузо-пассажирской, по объёму выполняемой работы отнесена ко второму классу. Расположена в посёлке Габидена Мустафина Бухар-Жырауского района Карагандинской области. Обслуживает Нуринское хлебоприёмное предприятие ГК «Акнар» и угольные разрезы «Кушокинский» и «Молодёжный» корпорации «Казахмыс». Ранее обслуживала Карагандинский завод асбестоцементных изделий, завод железобетонных изделий, совхоз «Туздинский» и войсковую часть № 11998.

## История
Станция Нуринская была открыта в 1931 году, при возведении железной дороги Акмолинск — Караганда. Освоение ресурсов Центрального Казахстана требовало развития логистики.
Железнодорожная станция стала одной из приёмных точек депортируемых в Казахстан народов. Так, только 2 октября 1941 года из Москвы двумя эшелонами № 1070 и № 1071 на станцию Нуринская было выслано 3457 лиц немецкой национальности. В группе москвичей, прибывших сюда в товарном вагоне был немецкий художник и философ Генрих Фогелер, позже определённый на поселение в село Корнеевка.

## Описание
Прилегающие к станции перегоны, имеющие основные средства сигнализации и связи при движении поездов:
- перегон станция Нура — станция Мырза — двухпутный, оборудован односторонней автоматической блокировкой по каждому пути с возможностью организации двустороннего движения по одному из путей при капитальном ремонте другого пути, по сигналам АЛСН в неправильном направлении. На перегоне расположен переезд, оборудованный переездной светофорной сигнализацией с автошлагбаумом. Извещение о приближении поезда осуществляется автоматически;
- перегон станция Нура — остановочный пункт Первое Мая — двухпутный, оборудован односторонней автоматической блокировкой по каждому пути с возможностью организации двустороннего движения по одному из путей при капитальном ремонте другого пути, по сигналам АЛСН в неправильном направлении. На перегоне расположен переезд, оборудованный переездной светофорной сигнализацией с автошлагбаумом. Извещение о приближении поезда осуществляется автоматически;
- перегон станция Нура — станция Углесборочная (22,8 км[9], п. Кушокы) — однопутный, оборудован полуавтоматической блокировкой пути с кодированием участка приближения. На перегоне расположен переезд, оборудованный переездной светофорной сигнализацией. Извещение о приближении поезда осуществляется автоматически. Обслуживает угольные разрезы корпорации «Казахмыс».

Кроме того, имеется несколько однопутных веток, в том числе на простаивающий завод по производству железобетонных шпал (ТОО «Промтранс»). Ранее существовавшие однопутные ветки на войсковую часть № 11998 и подстанцию 500 кВ «Нура» АО KEGOC ныне разобраны.
Основной деятельностью станции является выполнение операций по пропуску, приёму и отправлению поездов, производству маневровой работы, грузовых и коммерческих операций.
Территория станции озеленена.

## Осуществляемые операции
Станция осуществляет следующие пассажирские и грузовые операции:
- Продажа билетов на все пассажирские поезда. Приём и выдача багажа не производятся;
- Приём и выдача повагонных отправок грузов, допускаемых к хранению на открытых площадках станций;
- Приём и выдача грузов повагонными и мелкими отправками, загружаемых целыми вагонами, только на подъездных путях и местах необщего пользования.

## Расписание

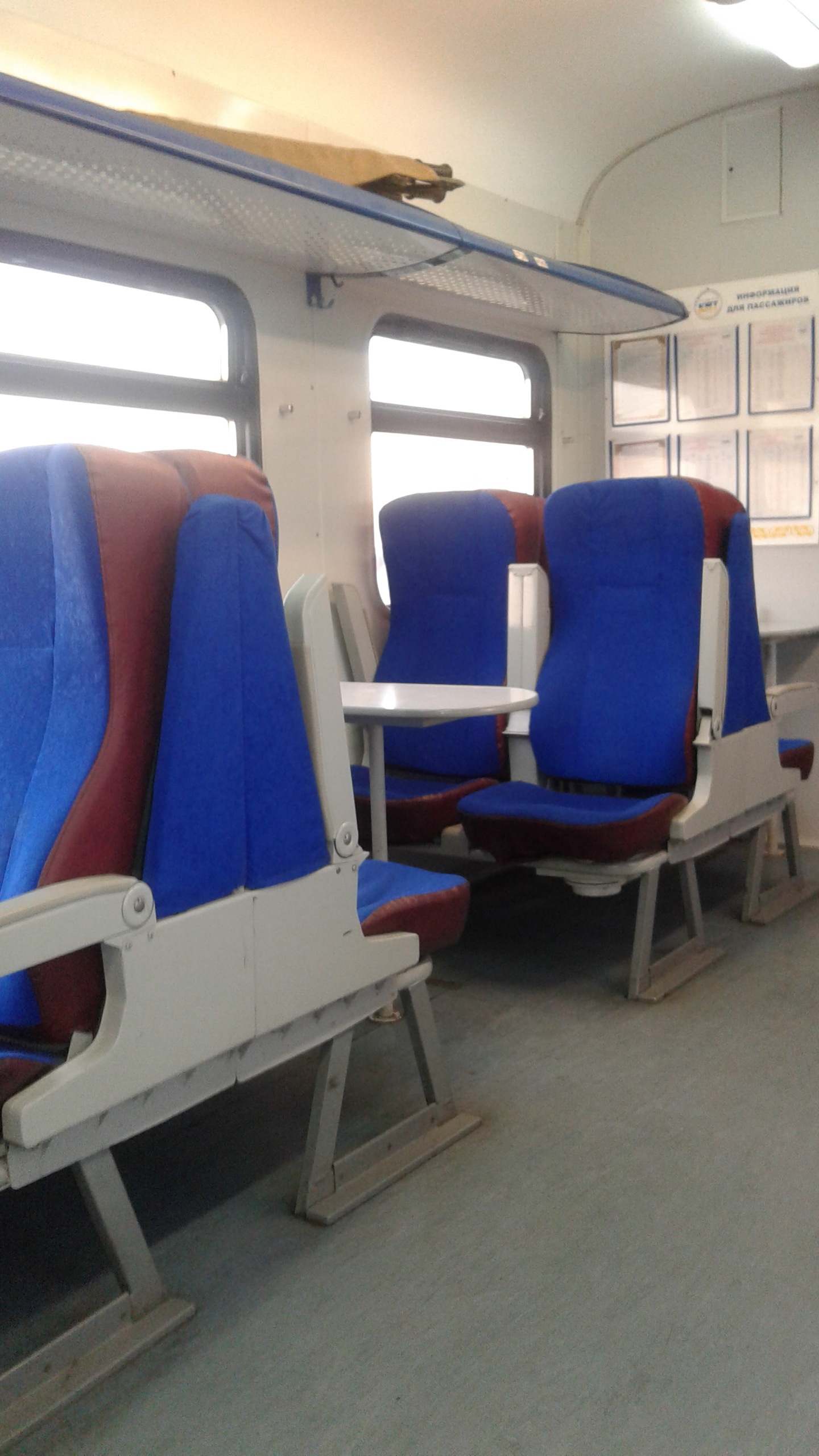
В вагоне электропоезда Караганда — Шокай

### Поезда дальнего следования
Источник данных: Яндекс.Расписания.
| № поезда     | Маршрут движения     | № поезда     | Маршрут движения     |
| ------------ | -------------------- | ------------ | -------------------- |
| 043Ц «Тобыл» | Алматы — Костанай    | 044Ц «Тобыл» | Костанай — Алматы 2  |
| 085Ц         | Сарыагаш — Астана    | 086Ц         | Астана — Сарыагаш    |
| 121Ц         | Семей — Астана       | 122Ц         | Астана — Семей       |
| 327Т         | Караганда — Костанай | 328Т         | Костанай — Караганда |

### Пригородные электропоезда
Источник данных: Яндекс.Расписания.
| № поезда | Маршрут движения   | № поезда | Маршрут движения   |
| -------- | ------------------ | -------- | ------------------ |
| 857А     | Караганда — Астана | 858А     | Астана — Караганда |
| 852Х     | Шокай — Калагир    |          |                    |
| 815Г     | Караганда — Шокай  |          |                    |